# Eaton Hodgkinson
Pour les articles homonymes, voir Hodgkinson.
 (août 2025).
Eaton A. Hodgkinson (26 février 1789 - 18 juin 1861) est un ingénieur anglais, pionnier de l'application des mathématiques aux problèmes de conception de structures.

## Jeunesse
Hodgkinson nait dans le village de Anderton, près de Great Budworth dans le Cheshire, dans une famille d'agriculteurs. Son père meurt lorsqu'il a six ans et il est élevé avec ses deux sœurs par sa mère qui s'occupe également de la ferme. Elle envoie son fils à la Witton Grammar School à Northwich où il est étudie ses humanités, dans l'intention qu'il satisfasse les ambitions de la famille en embrassant une carrière dans l'Église d'Angleterre. Les programmes ne sont néanmoins pas à son goût et à la mesure de son talent qui montre déjà des capacités en mathématiques. Sa mère le met alors dans un établissement moins prestigieux où son enthousiasme pour les mathématiques est encouragé et entretenu. Mais à mesure qu'il croît physiquement il devient de plus en plus indispensable à la ferme et il doit bientôt abandonner les études pour rejoindre sa mère.
Cependant, la vie de fermier n'est pas plus à son goût que l'étude du grec ou du latin et sa mère finit par s'attendrir pour le satisfaire. Une famille d'amis leur conseille de rejoindre les environs de Manchester où Hodgkinson devrait trouver de meilleurs débouchés. En 1811, la famille déménage pour Salford et y ouvre une enseigne de prêteur sur gage.
Il passe tout son temps libre à étudier les sciences et les mathématiques et est bientôt introduit dans la communauté scientifique de Manchester rencontrant, entre autres, son futur collaborateur William Fairbairn. Il devient élève de John Dalton, avec qui il étudie les mathématiques, et ils restent amis jusqu'à la mort de Dalton en 1844.

## Travaux scientifiques
Hodgkinson travaille avec William Fairbairn à Manchester sur la conception de poutres en acier. Son amélioration de la section est publiée par la Manchester Literary and Philosophical Society en 1830 et influence beaucoup l'ingénierie des structures au XIXe siècle.
Il détermine la formule empirique donnant la charge (en tonnes) à laquelle une poutre se rompt en fonction de sa longueur L de son épaisseur d et de l'aire de sa collerette de base A (toutes les longueurs sont en pouces) :
{\displaystyle W={\frac {26Ad}{L}}}

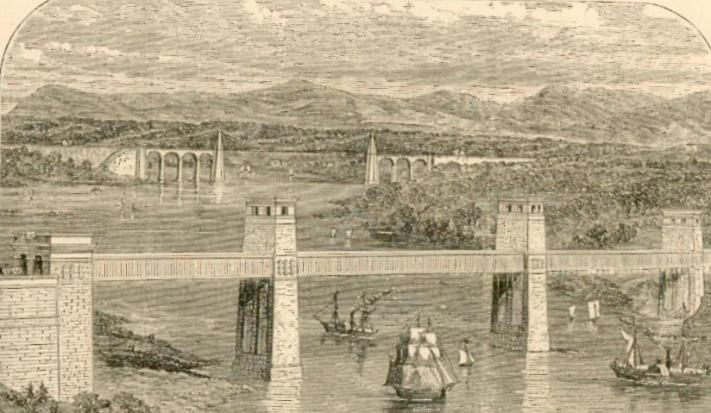
Le pont Britannia dans son état d'origine.

Son expertise dans le domaine des poutres le fait retenir, avec Fairbain, comme consultant pour la conception de la structure tubulaire du Pont Britannia. Fairbairn construit et teste plusieurs prototypes et développe la forme finale adoptée pour le pont. Hodgkinson et Robert Stephenson pensent que des chaînes supplémentaires devaient être utilisées pour supporter les lourdes archées, et les tours sont donc construites avec des emplacements pour les chaînes. Fairbairn persiste à penser que les chaînes sont superflues. Son opinion prévaut, et les tours restent encore à l'heure actuelle sans leurs chaînes.

## Fin de vie
Hodgkinson est élu membre de la Royal Society en 1841 et il devient professeur de principe mécaniques de l'ingénierie en 1847. En 1849 il est nommé par le parlement du Royaume-Uni comme membre d'une commission royale sur l'application du fer dans les structures ferroviaires, réalisant parmi les premières recherches sur la fatigue des métaux.